# A legtöbb példányban elkelt Nintendo Entertainment System videójátékok listája
Az alábbi lista azon Nintendo Entertainment System (NES)/Family Computer (Famicom) videojátékokat tartalmazza, amelyekből legalább egymillió példány kelt el vagy került leszállításra.

## A lista
- Super Mario Bros. (40,24 millió)[1][2]
- Super Mario Bros. 3 (18 millió)[3]
- Super Mario Bros. 2 (10 millió)[4]
- The Legend of Zelda (6,51 millió)[5]

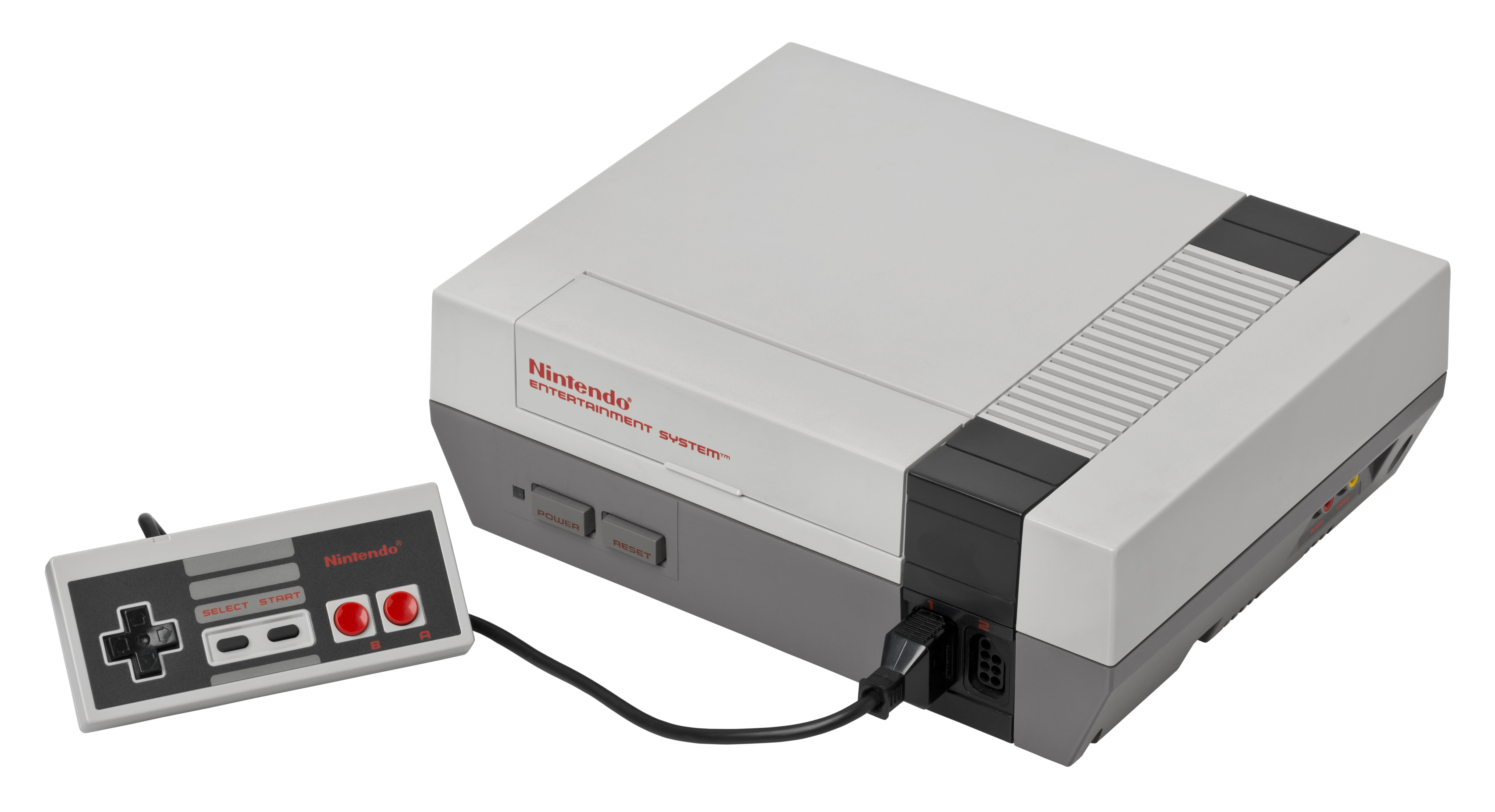
Nintendo Entertainment System

- Zelda II: The Adventure of Link (4,38 millió)[5]
- Teenage Mutant Ninja Turtles (4 millió)[6]
- Dragon Warrior III (3,8 millió Japánban)[7]
- Dragon Warrior IV (3,1 millió Japánban)[7]
- Golf (2,46 millió Japánban)[7]
- Dragon Warrior II (2,4 millió Japánban)[7][8]
- Baseball (2,35 millió Japánban)[7]
- R.C. Pro-Am (2,3 millió)[9]
- Mahjong (2,13 millió Japánban)[7]
- Family Stadium (2,05 millió Japánban)[7]
- Punch-Out!! (2 millió)[10]
- Tetris (1,81 millió Japánban)[7]
- Duck Tales (1,67 millió)[11]
- Ghosts ’n Goblins (1,64 millió)[11]
- Mario Bros. (1,63 millió Japánban)[7]
- Excitebike (1,57 millió Japánban)[7]
- Dr. Mario (1,53 millió Japánban)[7]
- Soccer (1,53 millió Japánban)[7]
- F-1 Race (1,52 millió Japánban)[7]
- Mega Man 2 (1,51 millió)[11]
- Dragon Warrior (1,5 millió Japánban)[7][8]
- Lode Runner (1,5 millió Japánban)[12]
- Nindzsa Hattori-kun (1,5 millió Japánban)[7]
- 4 Nin Ucsi Madzsong (1,45 millió Japánban)[7]
- Kung-Fu Master (1,42 millió Japánban)[7]
- Final Fantasy III (1,4 millió Japánban)[7][8]
- Family Stadium ’87 (1,3 millió Japánban)[7]
- Xevious (1,26 millió Japánban)[7]
- Dragon Ball (1,25 millió Japánban)[7]
- Ninja Kid (1,25 millió Japánban)[7]
- Tennis (1,21 millió Japánban)[7]
- Chip ’n Dale Rescue Rangers (1,2 millió)[11]
- Ganbare Goemon! Karakuri Dócsú (1,2 millió Japánban)[7]
- Twin Bee (1,2 millió Japánban)[7]
- Doraemon (1,15 millió Japánban)[7]
- Commando (1,14 millió)[11]
- Kid Icarus (1,09 millió Japánban)[7]
- Mega Man 3 (1,08 millió)[11]
- Family Stadium ’88 (1,08 millió Japánban)[7]
- Famicom Jump: Eijuu Recuden (1,06 millió Japánban)[7]
- Adventure Island (1,05 millió Japánban)[7]
- Kinniku Man: Muscle Tag Match (1,05 millió Japánban)[7]
- 1942 (1 millió)[13]
- Bomberman (1 millió)[14]
- Gradius (1 millió Japánban)[7]
- Metal Gear (1 millió Amerikában)[15]
- Metroid (1 millió Amerikában)[16]
- Tiger Heli (1 millió Amerikában)[17]

Összesített Nintendo Entertainment System játék eladások 2009. december 31-ig: 500,01 millió.